# I Don't Like Mondays
«I Don't Like Mondays» — пісня Боба Гелдофа і Джонни Фингерса, написана на початку 1979 року і включена до третього студійного альбому групи The Boomtown Rats — The Fine Art of Surfacing ; того ж літа вона була випущена синглом. Цей сингл піднявся в липні 1979 року на перше місце в UK Singles Chart і протримався на вершині чарту 4 тижні.

## Історія створення
Пісня «I Don't Like Mondays» була написана Бобом Гелдофом під враженням від трагедії у Сан-Дієго, Каліфорнія, де в понеділок, 29 січня 1979 року, 16-річна Бренда Енн Спенсер відкрила стрілянину з вікна свого будинку з автоматичної гвинтівки, яку незадовго до цього їй подарували, в дітей, що прямували до школи. Вона вбила двох дорослих (вахтера та завуча, які намагалися врятувати дітей) і поранила 9 учнів. Поліція окружила будинок Спенсеров і протягом пів години чекала, поки дівчина вийде. Впродовж цього часу дівчина розмовляла по телефону з репортером і сказала наступне:
Я просто почала стріляти, от і все. Я зробила це просто так, заради сміху. Я просто не люблю понеділки. А так — хоч якась розвага. Ніхто не любить понеділки!. Оригінальний текст (англ.)
I just started shooting, that’s it. I just did it for the fun of it. I just don’t like Mondays. I just did it because it’s a way to cheer the day up. Nobody likes Mondays.
У цей час учасники групи були на інтерв'ю на радіостанції в Атланті, Джорджія, під час своїх перших гастролей США. Перед Гелдофом стояв телекс, яким надходили тривожні новинні зведення з Сан-Дієго. Подробиці злочину та мотивація малолітньої злочинниці справили велике враження на музикантів. Гелдоф потім згадував в інтерв'ю 1979 року: «Це був такий безглуздий вчинок! Це був абсолютно безглуздий вчинок, і це була абсолютно безглузда причина для його вчинення. Тож, можливо, я написав ідеальну безглузду пісню, щоб проілюструвати це. Це не було спробою отримати зиск із трагедії». На зворотній дорозі в готель вокаліст багато думав про те, що сталося, і сказав про Спенсер: «Кремнієвий чіп у її голові перемикнувся на навантаження». Фраза сподобалася, Гелдоф записав її в блокноті, у результаті вона стала першим рядком майбутньої пісні.
Через роки лідер The Boomtown Rats повідомив додаткові подробиці історії створення треку. Під час перельоту над Атлантикою на американське турне фронтмен вивчав бортовий журнал, який розповсюджувався серед пасажирів. Там було інтерв'ю з молодим програмістом Біллом Гейтсом, у якому описував перспективи розвитку комп'ютерної техніки. За словами Гейтса, одним із пріоритетних завдань на той час був розвиток комп'ютерної пам'яті, і якщо протягом найближчих років IBM вдасться інтегрувати достатню кількість пам'яті в пристрій, названий «кремнієвий чіп», то люди матимуть можливість мати власний персональний комп'ютер. Для початку 1979 такі одкровення звучали на межі фантастики. Гелдоф насилу міг уявити, що в шматку кремнію можна зберігати що-небудь, як у людському мозку, і розмірковуючи над цим, він згадав одну з поем Вільяма Блейка, в якій був рядок про «всесвіт усередині піщинки». Після скулшутингу в Сан-Дієго, повертаючись з радіостанції в готель і аналізуючи те, що сталося, музикант збудував асоціативний ряд, де мозок Бренди з якоїсь причини був перевантажений і вийшов з ладу, наче комп'ютерний чіп. На написання пісні пішло трохи більше ніж двадцять хвилин.
Пізніше у Лос-Анджелесі було записано першу демоверсію. Композиція, спочатку витримана в стилі регі, до того моменту, коли The Boomtown Rats вперше виконали її на концерті в Лох-Ломонді, Шотландія, повністю змінилася, перетворившись на іронічно-глянцеву попбаладу. Щоб наголосити на «особливості» звучання цієї пісні, гурт спеціально запросив для роботи над нею поп продюсера Фила Вайнмана. До цього відомого по співпраці з Sweet і The Bay City Rollers (всі інші треки трьох перших альбомів записувалися з «Маттом» Лангом).

## Відгуки критиків
На момент виходу синглу, коли події, що лягли в основу тексту пісні, були ще свіжі в пам'яті, американська преса стримано відреагувала на нього. Журнал Cashbox повідомив, що британський хіт гідний прослуховування, Record World містко охарактеризував її, як «AOR-баладу, яка торкає до сліз», Billboard вважав за краще не публікувати рецензію зовсім. Думки британських фахівців поділилися полярно. Тижневик Record Business високо оцінив вплив Філа Вайнмана на звучання гурту, а «I Don't Like Mondays» назвав найзрілішою роботою ірландського сикстету. Пол Морлі з New Musical Express у своїй замітці від 7 липня 1979 року, що передувала релізу, відразу назвав нову роботу ірландської групи — шедевром, однією з найкращих поп пісень десятиліття. Він зазначив, що сюжет, що викликає гострі суперечки, зміг уникнути тривіалізації теми та справляв враження потужного, проникливого документального фільму, з важкою атмосферою, бунтарською ідеєю, дивовижним вокалом Гелдофа і захоплюючими дух аранжуваннями. Рецензію Морлі завершив словами: «Цей запис підіймає групу на вищий рівень. Пісня номер один на наступні тижні, тижні та тижні. Поза всяким сумнівом.». Ред Старр з британського видання Smash Hits у випуску від 26 липня 1979 навпаки залишив їдкий коментар про сингл, який до того моменту вже зайняв вершину національного хіт-параду. Журналіст усвідомлював, що складаючи негативний відгук про такий гучний хіт, він перебував в абсолютній меншості, але, на його думку, твір був лише калькою творчості Елтона Джона і Девіда Боуї, а сама група — пустушкою.
У ретроспективному огляді оглядач AllMusic оцінив роботу Фінгерса і Гелдофа, відзначивши, що в співі останнього відчувається непідробна пристрасть, яка тягне за собою розгонисту мелодію, роблячи її найвідомішою з мелодій групи. Колін Ларкін назвав «I Don't Like Mondays» одним з найдраматичніших моментів в історії попмузики за довгі роки та найвищим досягненням музичного колективу.

## Списки композицій
| Велика Британія 7" Ensign – ENY 30 Сторона А | Велика Британія 7" Ensign – ENY 30 Сторона А | Велика Британія 7" Ensign – ENY 30 Сторона А |
| #                                            | Назва                                        | Тривалість                                   |
| -------------------------------------------- | -------------------------------------------- | -------------------------------------------- |
| 1.                                           | Untitled                                     | 3:47                                         |

| Сторона Б | Сторона Б           | Сторона Б  |
| #         | Назва               | Тривалість |
| --------- | ------------------- | ---------- |
| 1.        | «It’s All the Rage» | 2:42       |

## Учасники запису
The Boomtown Rats
- Боб Гелдоф — вокал, саксофон
- Джерри Котт[en] — гітара
- Гарри Робертс[en] — гітара, вокал
- Джонни Фингерс[en] — клавішні
- Пит Брикетт[en] — бас-гітара, вокал
- Саймон Кроу[en] — ударні, вокал

## Досягнення та нагороди
Сингл очолив хіт-паради 32 країн світу, не мала успіху лише у США. Батьки Бренди Спенсер намагалися через суд добитися того, щоб пісня була заборонена в країні, але програли справу. З усім тим, багато радіостанцій ввели на сингл негласну заборону, побоюючись, що країною може прокотитися хвиля подібних вбивств.
У Великобританії «I Don't Like Mondays» отримала в 1979 престижну премію Айвора Новелло у двох номінаціях: «Краща поп пісня» і «Видатний британський пісенний текст».
Найбільш відомі кавер-версії пісні The Boomtown Rats представлені на дводисковому виданні альбому These Days групи Bon Jovi та Strange Little Girls Торі Еймос.

## Позиції у хіт-парадах
| Чарт (1979—1980)                                           | Найвища позиція |
| ---------------------------------------------------------- | --------------- |
| Австралія (ARIA)                                           | 1               |
| Австрія (Ö3 Austria Top 75)                                | 10              |
| Бельгія (Ultratop Flanders)                                | 3               |
| Велика Британія (Official Charts Company)                  | 1               |
| Ірландія (IRMA)                                            | 1               |
| Іспанія (AFYVE)                                            | 7               |
| Нідерланди (Dutch Top 40)                                  | 2               |
| Нідерланди (Mega Single Top 100)                           | 2               |
| Нова Зеландія (RIANZ)                                      | 3               |
| Норвегія (VG-lista)                                        | 3               |
| США (Billboard Hot 100)                                    | 73              |
| США (Cash Box Top 100)                                     | 84              |
| Швеція (Sverigetopplistan)                                 | 2               |
| Швейцарія (Media Control AG)                               | 6               |
| Федеративна Республіка Німеччина (Чарти GfK Entertainment) | 6               |
| ПАР (Springbok Radio)                                      | 1               |

| Чарт (1979)                       | Позиция |
| --------------------------------- | ------- |
| Австралія (ARIA)                  | 6       |
| Бельгія (Ultratop Flanders)       | 31      |
| Велика Британія (OCC Singles)     | 4       |
| Канада (RPM Top Singles)          | 117     |
| Нідерланди (Dutch Top 40)         | 26      |
| Нідерланди (Single Top 100)       | 38      |
| Нова Зеландія (Recorded Music NZ) | 25      |
| ФРГ (Official German Charts)      | 48      |
| ПАР (Springbok Radio)             | 11      |

| Чарт (1980)              | Позиция |
| ------------------------ | ------- |
| Канада (RPM Top Singles) | 55      |

|  | Исполнение песни 13 июля 1985 года на фестивале Live Aid. |